# Weng Sun Mok

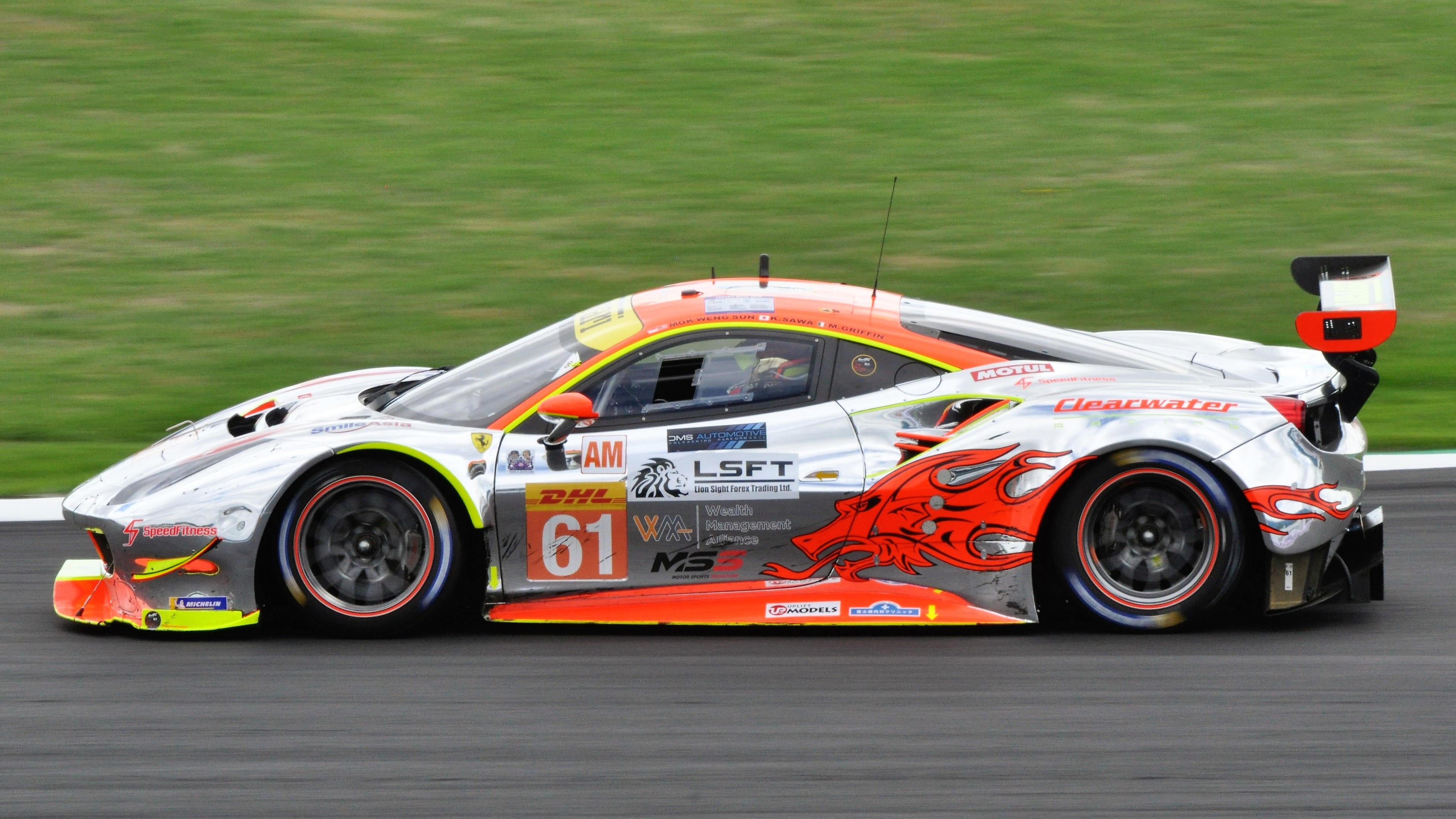
Weng Sun Mok beim 6-Stunden-Rennen von Silverstone 2018

Weng Sun Mok (* 26. Juli 1967 in Singapur) ist ein ehemaliger malaysischer Automobilrennfahrer.

## Karriere
Weng Sun Mok fuhr den größten Teil seiner Karriere Jahre für das von ihm gegründete Clearwater Racing. In den ersten Jahren schaffte er zweimal den Sieg in Fuji in der GT Asia Series. 2012 wurde er Erster in der Fahrerwertung. In der GTM-Klasse gewann er ebenfalls in Sepang 2014.
An 2016 fuhr er in der FIA-Langstrecken-Weltmeisterschaft, zu seinen größten Erfolgen zählte der Sieg in der LMGTE-Am-Klasse beim 6-Stunden-Rennen von Silverstone 2017. 2018 beendete er seine Fahrerkarriere.

## Statistik

### Le-Mans-Ergebnisse
| Jahr | Team              | Fahrzeug               | Teamkollege | Teamkollege  | Platzierung | Ausfallgrund |
| ---- | ----------------- | ---------------------- | ----------- | ------------ | ----------- | ------------ |
| 2016 | Clearwater Racing | Ferrari 458 Italia GT2 | Keita Sawa  | Rob Bell     | Rang 30     |              |
| 2017 | Clearwater Racing | Ferrari 488 GTE        | Keita Sawa  | Matt Griffin | Rang 31     |              |
| 2018 | Clearwater Racing | Ferrari 488 GTE        | Keita Sawa  | Matt Griffin | Rang 36     |              |

### Einzelergebnisse in der FIA-Langstrecken-Weltmeisterschaft
| Saison  | Team              | Rennwagen              | 1   | 2   | 3   | 4   | 5   | 6   | 7   | 8   | 9   |
| ------- | ----------------- | ---------------------- | --- | --- | --- | --- | --- | --- | --- | --- | --- |
| 2016    | Clearwater Racing | Ferrari 458 Italia GT2 | SIL | SPA | LEM | NÜR | MEX | AUS | FUJ | SHA | BAH |
| 2016    | Clearwater Racing | Ferrari 458 Italia GT2 | 30  |     |     |     |     |     |     |     |     |
| 2017    | Clearwater Racing | Ferrari 488 GTE        | SIL | SPA | LEM | NÜR | MEX | AUS | FUJ | SHA | BAH |
| 2017    | Clearwater Racing | Ferrari 488 GTE        | 20  | 27  | 31  | 26  | 25  | 22  | 20  | 24  | 22  |
| 2018/19 | Clearwater Racing | Ferrari 488 GTE        | SPA | LEM | SIL | FUJ | SHA | SEB | SPA | LEM |     |
| 2018/19 | Clearwater Racing | Ferrari 488 GTE        | 23  | 36  | 21  | 28  | 28  |     |     |     |     |